# Йозеф Руссвурм
Йозеф Руссвурм (нім. Josef Rußwurm; нар. 19 лютого 1886, Гехштадт — пом. 9 жовтня 1982, Гехштадт) — німецький офіцер, генерал-лейтенант вермахту. Кавалер Німецького хреста в сріблі.

## Біографія
1 жовтня 1906 року вступив в армію. Учасник Першої світової війни. Після демобілізації армії залишений в рейхсвері. З 26 серпня 1939 року — керівник частин зв'язку 10-ї, з 10 жовтня 1939 року — 6-ї армії. З 8 лютого 1940 року — командир 293-ї піхотної дивізії, з 4 червня 1940 року — дивізії №158. З 12 листопада 1940 року — одночасно командувач військами в Ельзасі. З 1 травня 1943 року — інспектор частин зв'язку при начальникові озброєння сухопутних військ. 25 квітня 1945 року взятий з солдатами 36-ї піхотної дивізії разом з генерал-фельдмаршалом Евальдом фон Кляйстом.

## Звання
- Фанен-юнкер (1 жовтня 1906)
- Фенрих (15 червня 1907)
- Лейтенант (27 січня 1908; патент від 22 липня 1906)
- Оберлейтенант (28 листопада 1914)
- Гауптман (18 грудня 1915)
- Майор (1 лютого 1929)
- Оберстлейтенант (1 квітня 1933)
- Оберст (1 квітня 1935)
- Генерал-майор (1 серпня 1938)
- Генерал-лейтенант (1 вересня 1940)

## Нагороди
- Залізний хрест 2-го і 1-го класу
- Орден «За заслуги» (Баварія) 4-го класу з мечами
- Орден Фрідріха (Вюртемберг), лицарський хрест 1-го класу з мечами
- Почесний знак Австрійського Червоного Хреста, бронзова почесна медаль з військовою відзнакою
- Почесний хрест ветерана війни з мечами
- Медаль «За вислугу років у Вермахті» 4-го, 3-го, 2-го і 1-го класу (25 років)
- Хрест Воєнних заслуг 2-го і 1-го класу з мечами
- Німецький хрест в сріблі (29 квітня 1945)